# Norman Evans
Norman Evans (11 de junio de 1901 – 25 de noviembre de 1962) fue un artista radiofónico y de variedades británico.

## Resumen biográfico
Nacido en Rochdale, Lancashire (Inglaterra), Norman fue descubierto por la actriz, también natural de Rochdale, Gracie Fields. 
El número por el cual es más recordado es "Over the Garden Wall", en el cual interpretaba a un ama de casa desdentada y de cara larga cotilleando sobre la pared de un jardín, y que dio inspiración para los posteriores personajes de los humoristas Les Dawson y Roy Barraclough, Cissie y Ada.
Su primera actuación en el teatro londinense fue junto a una joven Betty Driver, y fue el único artista en su estilo en figurar como primer intérprete en el Teatro London Palladium.
Norman Evans falleció en 1962, y fue enterrado en el Cementerio Carleton, en Blackpool.